# Markóczy János
Vitéz Markóczy János (Nagyszeben, 1890. március 17. – Zürich, 1956. március 26.) magyar altábornagy, a Székely Hadosztály vezérkari századosa, a VII. hadtest parancsnoka, a Vitézi Rend tagja.

## Élete
1911-ben végezte el a Bécsújhelyi Katonai Akadémiát. Az első világháborúban a szerb, orosz és olasz hadszíntereken századparancsnokként teljesített szolgálatot, majd 1919-ben a Székely Hadosztály vezérkari századosaként küzdött a románok ellen, de román internálásba került.
Hazakerülése után a Budapesti Hadiakadémián tanult. Ezt követően, 1939. október 1-jétől az 1. gépkocsizódandár parancsnokhelyettesévé nevezték ki, majd 1940 és 1944 között a jutasi "Kinizsi Pál" honvéd altiszt -és tiszthelyettesképző iskola parancsnoka volt, ekkor már ezredesi rangban. 1944-től a honvéd kiképzés vezetője volt.
1944. március 1. és 30. között a Honvéd Vezérkar törzsosztályán szolgált, majd rábízták a 13. gyaloghadosztály parancsnokságát. 1944. június 1-től október 1-ig között a 24. gyaloghadosztályt vezette vezérőrnagyi rangban, majd 1944. október 16-ig gyalogsági felügyelőként tevékenykedett.  A kárpáti arcvonalon elhárítási feladatokat látott el. 1944. szeptember 1-én altábornaggyá léptették elő. október 17-től a VII. hadtest parancsnoka, 1944. november 15-től 1945. január 1-jéig pedig ismét gyalogsági felügyelő volt. Ő vezette a VII. hadtestet a Nagyvárad körüli és a Dunántúli harcokban. Ezután január 8-tól a Belügyminisztérium Németországba történő áttelepülését irányította osztályvezetőként.
1945. március és szeptember között amerikai hadifogságban volt. Szabadulása után Svájcban telepedett le, és ott halt meg 1956. március 26-án.